# Kilmichael
Kilmichael – miasto w Stanach Zjednoczonych, w stanie Missisipi, w hrabstwie Montgomery.